# Ronnie Drew
Ronnie Drew (iriska: Ránall Ó Draoi), född 16 september 1934 i Dún Laoghaire, County Dublin, död 16 augusti 2008 i Dublin, var en irländsk sångare och gitarrist inom irländsk folkmusik. Han var en av grundarna av musikgruppen The Dubliners. Efter 1995 gjorde han solokarriär och spelade med andra artister, bland andra The Pogues.

## Diskografi
Soloalbum (studio)
- 1975 – Ronnie Drew
- 1978 – Guaranteed
- 1995 – Dirty Rotten Shame
- 1999 – The Humour Is on Me Now
- 2000 – A Couple More Years (med Eleanor Shanley)
- 2006 – El amor de mi vida (med Eleanor Shanley)
- 2006 – There's Life in the Old Dog Yet
- 2007 – Pearls (med Grand Canal)

Livealbum
- 2004 – An Evening With Ronnie Drew

Samlingsalbum
- 2007 – The Best of Ronnie Drew

Singlar
- 1974 – "Weile Weil Waile"
- 1994 – "Spanish Lady" (med Dustin the Turkey och The Saw Doctors)
- 2008 – "Easy and Slow"